# Camparini Gioielli Cup 2011
La Camparini Gioielli Cup 2011 è stato un torneo professionistico di tennis femminile giocato sulla terra rossa. È stata la 7ª e ultima edizione del torneo, nonché la prima riservata alle donne. Faceva parte dell'ITF Women's Circuit nell'ambito dell'ITF Women's Circuit 2011, con un montepremi di 50.000 dollari. Si è giocato a Reggio Emilia in Italia dal 9 al 15 maggio 2011.

## Partecipanti

### Teste di serie
| Nazionalità | Giocatrice          | Ranking* | Testa di serie |
| ----------- | ------------------- | -------- | -------------- |
| Bielorussia | Nastas'sja Jakimava | 103      | 1              |
| Germania    | Sabine Lisicki      | 132      | 2              |
| Australia   | Sophie Ferguson     | 136      | 3              |
| Francia     | Olivia Sanchez      | 142      | 4              |
| Australia   | Sally Peers         | 148      | 5              |
| Stati Uniti | Sloane Stephens     | 151      | 6              |
| Svizzera    | Stefanie Vögele     | 152      | 7              |
| Lussemburgo | Mandy Minella       | 153      | 8              |

- Ranking al 2 maggio 2011.

### Altre partecipanti
Giocatrici che hanno ricevuto una wild card:
- Bianca Botto
- Giulia Gatto-Monticone
- Mónica Puig
- Federica Quercia

Giocatrici che sono passate dalle qualificazioni:
- Ana-Clara Duarte
- Claudia Giovine
- Sina Haas
- Anne Schäfer
- Maria Elena Camerin (lucky loser)
- Evelyn Mayr (lucky loser)

## Campionesse

### Singolare
Sloane Stephens ha battuto in finale   Nastas'sja Jakimava con il punteggio di 6–3, 6–1

### Doppio
Sophie Ferguson /  Sally Peers hanno battuto in finale  Claudia Giovine /  María Irigoyen con il punteggio di 6–4, 6–1.